# Maurice Aenis-Haenslin
Maurice Èmile Aenis-Haenslin, alternativ Maurice Èmile Aenishänsli, (Pseudonym „Maurice“ „Robin“; * 20. Februar 1893 in St. Denis (Seine) (Frankreich); † 19. Oktober 1968 in La Chapelle (Savoie)) war Ingenieur, Betriebsleiter, Kommunist und Mitglied der Widerstandsgruppe „Rote Kapelle“.

## Leben
Aenis-Haenslin wurde in eine ursprünglich aus Basel stammende Familie geboren und hatte die Schweizer Staatsbürgerschaft. Er lebte in Frankreich in Savigny-sur-Orge. Er war langjähriger Kommunist und Mitglied des Zentralkomitees der Schweizerischen Kommunistischen Partei. Er arbeitete als Ingenieur bei „Unipectine Switzerland“ und lernte dort Karl Hofmaier kennen. Er wechselte als Generaldirektor zu „Unipectine Frankreich“. Aenis-Hanslin unterhielt eine großzügige Wohnung in Paris, diese war ein Unterschlupf mit vielen geheimen Verstecken. Die Wohnung diente auch dem Funktionär der Kommunistischen Internationale, Henry Robinson als Büro und Treffpunkt, bis Aenis-Haenslin am 12. April 1943 zusammen mit seiner Geliebten Edwige Couchon von der Gestapo festgenommen wurde. Sie wurde zum Tode verurteilt und starb am 9. März 1945 im KZ Ravensbrück. Die Schweizer Behörden intervenierten für Aenis-Haenslin, er wurde freigelassen.